# Pauvres filles de la Vierge couronnée
Les Pauvres filles de la Vierge couronnée, dont le nom complet est pauvres filles de la Vierge couronnée, adoratrices perpétuelles du Sacré Cœur de Jésus, sont une congrégation religieuse féminine enseignante et hospitalière de droit pontifical.

## Histoire
La congrégation est fondée en 1897 à Mantoue par Thérèse Fardella, épouse du capitaine Raphaël De Blasi, officier d'artillerie. Les premières constitutions sont rédigées par le Père François Gasoni avec l'aide des jésuites. En 1937, elles absorbent les filles expiatrices des Sacrés Cœurs de Jésus et de Marie de Trapani, fondées elles aussi par Thérèse Fardella, pour la gestion du petit refuge de la divine Providence.
L'institut reçoit le décret de louange le 30 avril 1940 et ses constitutions sont définitivement approuvées le 25 juin 1955.

## Activités et diffusion
Les sœurs se consacrent à la garde d'enfants et à l'assistance aux personnes âgées et aux malades.
La maison-mère est à Rome.
En 2017, la congrégation comptait 125 sœurs dans 17 maisons.